# 里村紹巴
里村紹巴（1525年—1602年6月2日），日本戰國時代的連歌師。本姓松井氏。號臨江齋、寶珠庵。在奈良出生。兒子有玄仍、玄仲。女婿有里村昌叱。

## 生平

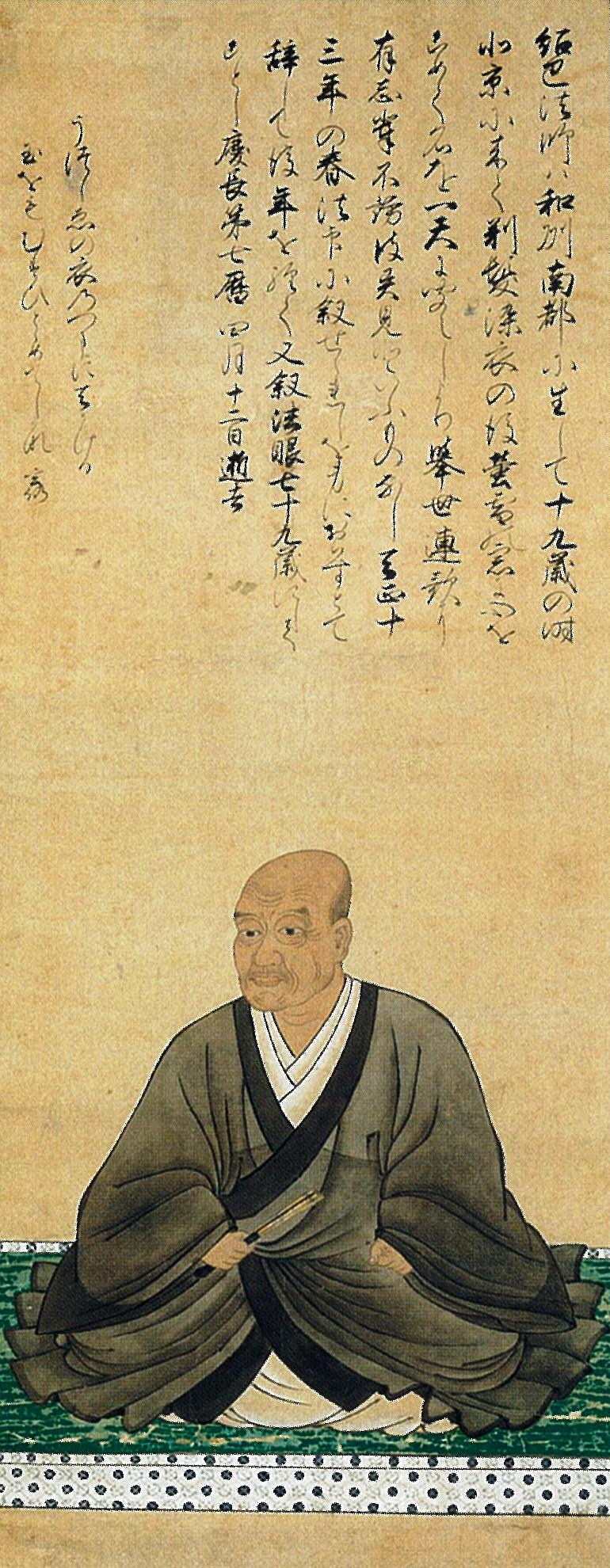
里村紹巴像（東京國立博物館藏）

在大永5年（1525年）出生。向周桂學習連歌，在周桂死後，投靠里村昌休，後來繼承里村家。此後，以公家三條西公條為首，與織田信長、明智光秀、豐臣秀吉、三好長慶、細川幽齋、島津義久、最上義光等許多武將進行交流。天正10年（1582年），參加光秀舉行的「愛宕百韻」一事相當有名。在本能寺之變後，被秀吉懷疑，於是逃難。
在40歳時，因為宗養死去而成為連歌界第一人，不過在文祿4年（1595年），因為豐臣秀次事件而遭到連坐，被命令在近江國園城寺（三井寺）前蟄居。圓滑創作連歌，著有連歌論書『連歌至寶抄』，另外還有式目書、式目辭典、古典注釋書等許多著作，現存『源氏物語』的注釋書『紹巴抄』、『狹衣物語』的注釋書『下紐』等。得到近衛稙家的古今傳授。門弟有松永貞德等。

## 人物、逸話
- 曾遇到辻斬，卻反而奪去斬人者的刀並追逐之，受到織田信長讚賞。

- 本來是松井氏，不過繼承師父里村昌休的家族，並養育昌休的兒子昌叱，更迎其為自身的女婿，後來昌叱成為「里村南家」初代。

- 曾與最上義光的連歌師一花堂乘阿等時宗（日语：時宗）僧人交流。後來里村家在寶永5年（1707年），出了賦國繼承時宗的「遊行上人」，成為遊行第48代。

- 里村家仕於德川宗家，以幕府連歌師的身份指導連歌界。子孫被稱為「里村本家（北家）」，女婿里村昌叱的子孫被稱為「里村南家」。

## 外部連結
- 愛宕百韻（里村紹巴の句）